# Kungligt råd
Kungliga råd var i Sverige de rådgivare som, efter att Karl XI infört karolinska enväldet i samband med 1680 års riksdag, ersatte de tidigare riksråden och Riksrådet. Efter kungliga enväldets fall och 1719 års regeringsform återinfördes Riksrådet och riksrådstiteln. 
Det kungliga rådet hade en mindre självständig och mer informell ställning än det tidigare riksrådet och bestod till stor del av personer som mer hade monarkens gunst än sin höga adliga börd att tacka för sin position.